# 駝龍埡口
駝龍埡口（थोरोङ ला，拉丁化：Thorong La 或 Thorung La）是一個海拔5,416（17,769英尺），位於尼泊爾中部的達莫達山脈、安納布爾納山塊北段的山口。駝龍埡口位於卡唐康和雅卡瓦康的山坡上，在馬南縣的馬南村與木斯塘的穆克蒂納特寺廟和附近的拉尼帕瓦村之間連接著一條小徑。駝龍埡口是安納布爾納環線上的最高點，這是一條長達300 km（190 mi）的環繞安納布爾納山脈的路線。除了徒步旅行者，當地商人也經常使用這條山口。

## 登山

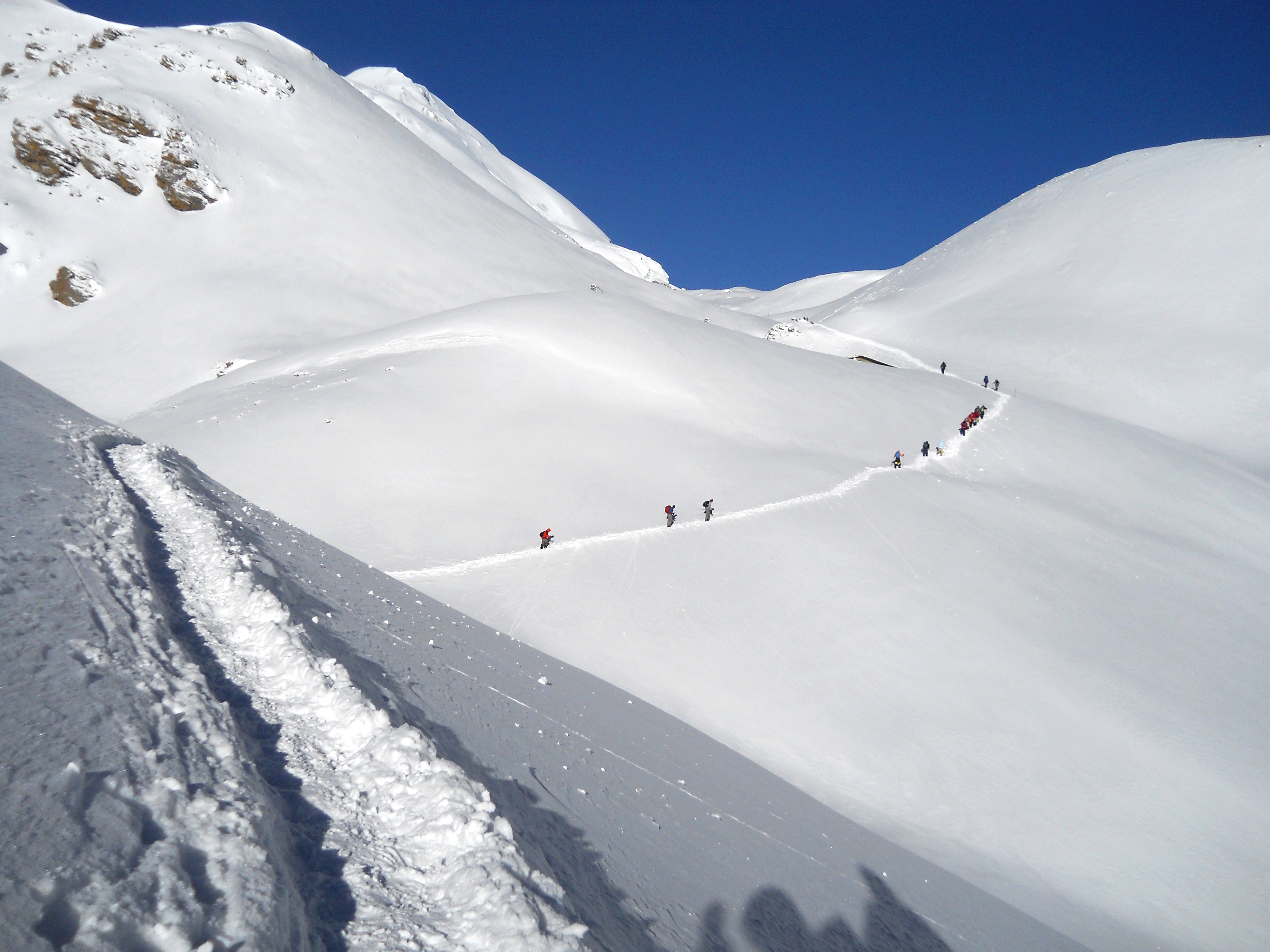
通往駝龍埡口的徒步路線

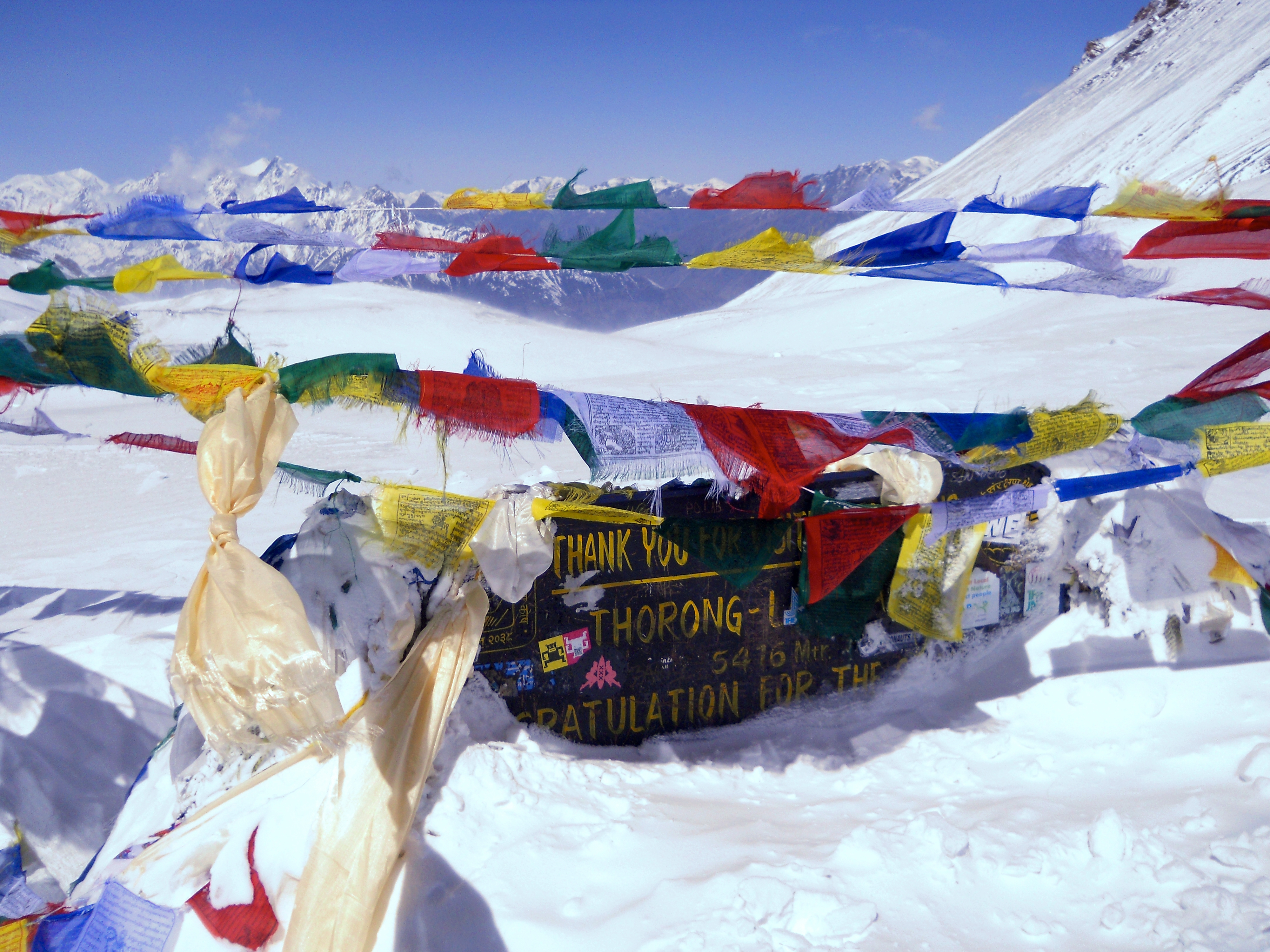
駝龍埡口（山口）

大多數徒步旅行者從東向西（從馬南到穆克蒂納特）穿越山口，這是最容易和最安全的方向。從馬南縣到穆克蒂納特不可能在一天內穿越駝龍埡口。徒步旅行者通常第一晚在雅克卡爾卡過夜，第二晚在駝龍斐迪（Thorong Phedi）過夜（海拔 4,540（14,895英尺））或在駝龍高營（Thorong High Camp）過夜（海拔 4,880（16,010英尺）），然後再嘗試穿越駝龍埡口。選擇這個選項可以減少當天徒步旅行的海拔增減和距離。喜馬拉雅救援協會在馬南縣的工作人員建議徒步旅行者在抵達馬南縣後和穿越到穆克蒂納特之間花費五晚時間。這段時間允許徒步旅行者充分適應高海拔，以減少急性高山病的風險。喜馬拉雅救援協會在馬南運縣營著一個醫療診所，並定期在駝龍斐迪設立一個小型前哨站。
從西向東（從穆克蒂納特到馬南縣）的路線要困難得多，因為這不允許大多數徒步旅行者有足夠的時間適應高海拔。選擇這個方向的徒步旅行者最後一個可以過夜的地方是拉尼帕瓦（Ranipauwa），這裡有一個海拔3,670（12,041英尺）的旅館。在穆克蒂納特斐迪也有一個非常基本的旅館（海拔4,190（13,747英尺）），但這個旅館只在季節性開放。從西向東的徒步旅行者必須在一天內至少上升1,230（4,035英尺）並下降至少540（1,772英尺）。
穿越山口最安全的月份是3月至4月和10月至11月。在其他時間嘗試穿越駝龍埡口是危險的，因為雪崩、凍傷以及暴風雪或白茫茫天氣的風險增加，這可能導致徒步旅行者迷路。徒步旅行者通常在日出前幾小時從駝龍斐迪/駝龍高營出發，因為日出後幾小時通常會開始刮起強風。

## 當地氣候
山口西側的當地氣候比東側乾燥得多。除灌溉外，西側幾乎沒有植被，而在馬南谷地有更多的植被且可以進行耕作，儘管該谷地仍然相當乾燥，因為它被安納布爾納山脈保護，免受南方濕潤季風的影響。

## 2014年災難
在颱風哈德哈德引發的大暴風雪後，大約有四十人，包括徒步旅行者、嚮導和當地人，在駝龍埡口周圍遇難。12小時內1.8米的降雪和曼朗區手機服務中斷妨礙了救援工作，當地部隊最終通過直升機救出了約300人。

## 來源
- Armington, Stan. . Lonely Planet. 2001.